# Millennium Falcon: Smugglers Run
Millennium Falcon: Smugglers Run is een simulator in de Amerikaanse attractieparken Disneyland Park in Anaheim en Disney's Hollywood Studios. In beide parken opende de attractie in 2019 in het themagebied Star Wars: Galaxy's Edge en zijn vrijwel identiek aan elkaar. De simulator draait om thema van de Star Wars-franchise, met als concept dat de bezoekers die op een smokkelmissie gaan met de Millennium Falcon om materialen van de First Order te stelen. De rit in de simulator is door de bezoekers te beïnvloeden door de bedieningspanelen in de cabine.

## Geschiedenis
Op de Disney D23 Expo in 2015 kondigde Disney voor het eerst de komst van een themagebied aan met een Star Wars-thema dat naar Disneyland en Disney's Hollywood Studios zou komen. In 2017 gaf Disney aan dat het themagebied de naam Star Wars: Galaxy's Edge zou krijgen. Een jaar later werd specifiek gemaakt dat in het themagebied de attractie Millennium Falcon: Smuggler's Run zou komen te staan. Uiteindelijk opende de simulator in het Disneyland Park op 31 mei 2019 en drie maanden later in Disney Hollywood Studios op 29 augustus 2019.

## Rit
Het achtergrondverhaal van de attractie is dat de Millennium Falcon op het moment in reparatie is bij Ohnaka Transport Solutions, dat geleid wordt door smokkelaar Hondo Ohnaka. Gasten betreden de attractie via een torenachtig gebouw, dat toegang geeft tot een werkplaats waar luchtschepen worden gerepareerd. De wachtrij loopt door deze werkplaats heen, om vervolgens via enkele trapconstructies naar een gaanderij te klimmen die uitzicht biedt op de Millennium Falcon die net voor de ingang van de attractie staat. Daarna loopt de wachtrij een ruimte in waarbij een animatronic van Hondo Ohnaka achter enkele controlepanelen staat. Hij spreekt de bezoekers toe en licht hen in over een deal die hij met Chewbacca heeft gesloten, waarbij hij de Millennium Falcon mag lenen voor een smokkelmissie in ruil voor steun aan de Resistance. Hij heeft deelnemers aan deze missie nodig en werft daarom de bezoekers als deelnemers.
Vervolgens lopen bezoekers over een loopbrug door naar de Millennium Falcon, om aan de missie te beginnen. Bezoekers worden in groepen van zes verdeeld, waarbij twee mensen de rol van piloot krijgen toegewezen, twee mensen de rol van schutter en twee mensen de rol van technicus. Daarna nemen gasten plaats in de pauze-ruimte van de Millennium Falcon. Vervolgens worden de groepjes van zes afzonderlijk meegenomen door een personeelslid, die hen in de cockpit van de Millennium Falcon plaatst volgens de rol die hen eerder is toebedeeld. De cockpit van de Millennium Falcon is de eigenlijke attractie en vormt een interactieve simulator. De piloten besturen de Millennium Falcon, de schutters schieten op vijandige schepen en objecten en de technici vervullen de missie: het stelen van een lading coaxium van een schip van de First Order. Nadat de missie is volbracht (afhankelijk van de prestaties van de crew van zes heeft de attractie een ander einde) verlaten gasten de cockpit. Afhankelijk van het resultaat van een missie is de uitgang ofwel gaaf of gehavend. Gasten verlaten de Millennium Falcon vervolgens naar een gangenstelsel, om via dit gangenstelsel weer uit te komen in de straten van Star Wars: Galaxy's Edge.

## Techniek
De simulator bestaat uit zeven cabines. Alle cabines zitten vast aan een carrousel dat langzaam rond draait. Het carrousel wordt stil gezet  tijdens het in- en uitladen van één cabine. Dit betekent dat als een cabine in- en uitgeladen wordt, de overige cabines in gebruik zijn. Dit heeft als voordeel dat de capaciteit verhoogd wordt en de attractie altijd in bedrijf is. De overige bezoekers hebben dit niet door.  In totaal bevat de attractie vier carrousels.

## Afbeeldingen

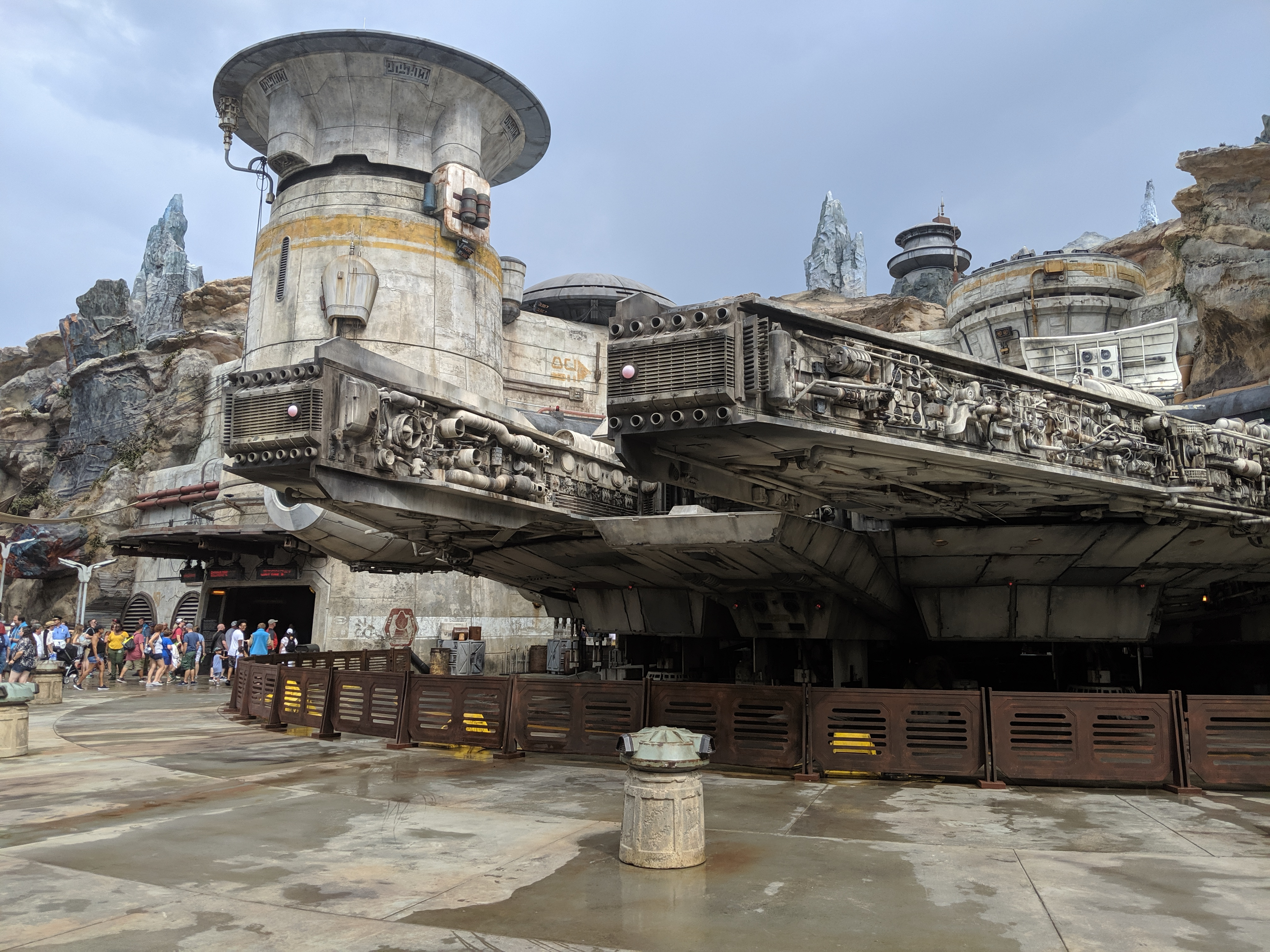
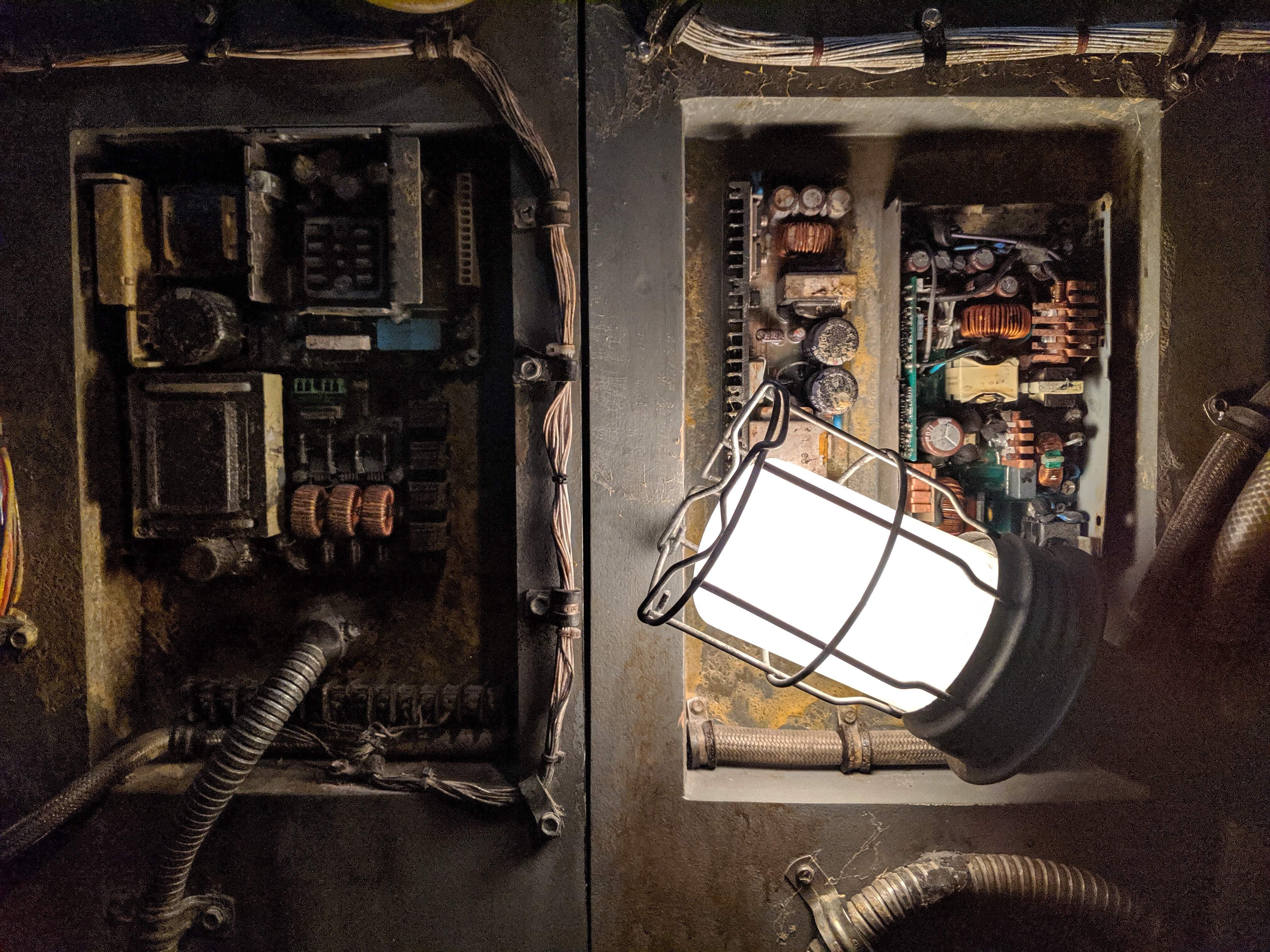
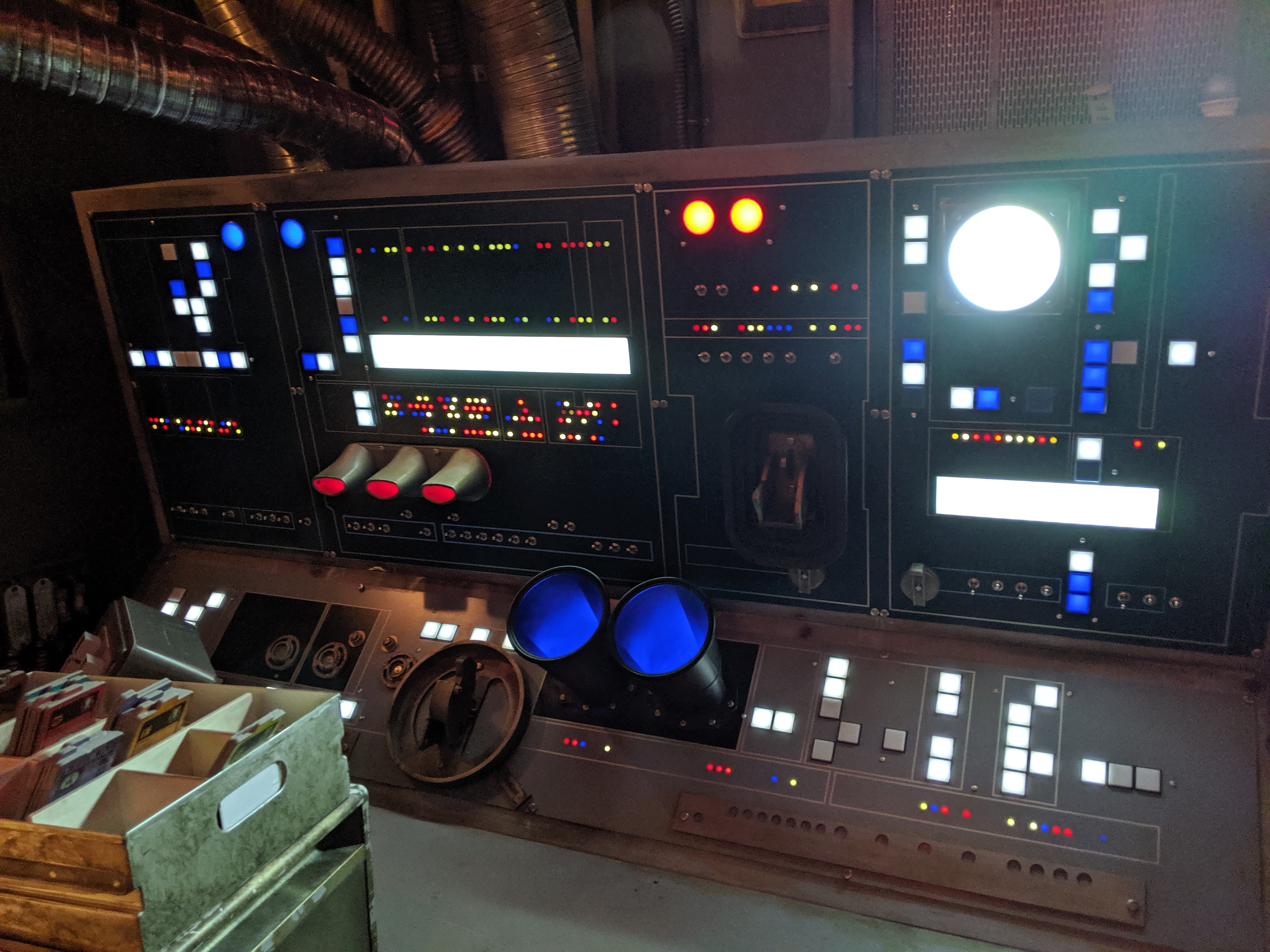

Disneyland Resort · Lijst van attracties in Disneyland Park · Sleeping Beauty Castle · afbeeldingen
Walt Disney World Resort · Earful Tower · The Sorcerer's Hat · afbeeldingen